# Mars 1890

## Événements
- 1er mars : Julio Herrera y Obes est constitutionnellement élu président de la République d’Uruguay. Son accession au pouvoir marque le retour du pouvoir civil et met fin à une longue période pendant laquelle la vie politique a été quasiment inexistante. Orbes s’attachera à rétablir les libertés politiques.

- 4 mars : inauguration du pont du Forth en Écosse par le prince de Galles.

- 15 mars : la première Conférence internationale du travail, réunie à Berlin, prévoit la création d’une législation internationale du travail.

- 17 mars :
  - France : quatrième gouvernement Freycinet (fin en 1892).
  - Signature à Calcutta de la convention de Sikkim-Tibet (ratifiée à Londres le 27 août) : deux ans après son agression contre le Tibet, la Grande-Bretagne se voit ouvrir une voie à travers la frontière sud-ouest de la Chine.

- 20 mars : Bismarck est démis de ses fonctions de chancelier de l'Empire allemand, remplacé par le général Caprivi (fin en 1894). L'empereur Guillaume II dira selon sa propre expression qu'il n'était pour lui qu'un « accident ». L’antagonisme entre le chancelier et le kaiser, latent depuis les grandes grèves de mineurs de 1889, n’a pas survécu à leurs différends, que ce soit en politique extérieure (partisan du statu quo européen, Bismarck s’est opposé à la Welkpolitic de l’empereur, qui refuse de renouveler ses engagements envers la Russie) ou en politique intérieure (Guillaume II supprimera les lois antisocialistes de 1878).

- 31 mars, Canada : querelle scolaire du Manitoba. Le gouverneur libéral du Manitoba, Thomas Greenway arrête de subventionner les écoles catholiques.

## Naissances
- 9 mars : Viatcheslav Mikhaïlovitch Molotov, diplomate de l'Union soviétique.
- 17 mars : Giórgos Kalafátis, footballeur grec († 19 février 1964).
- 18 mars : Henri Decoin, écrivain, scénariste, réalisateur, nageur et joueur de water-polo français († 4 juillet 1969).
- 25 mars : El Brendel, (Elmer Goodfellow Brendel, dit), acteur américain († 9 avril 1964).
- 26 mars : André Hallet, peintre belge († 18 avril 1959).

## Décès
- 4 mars : Eudore Pirmez, industriel et homme politique belge (° 4 septembre 1830).
- 10 mars : Naaba Ligdi, roi de Boussouma, couronné en 1866.
- 15 mars : Jean Brillant, soldat.
- 17 mars : Władysław Taczanowski, zoologiste polonais (° 1er mars 1819).
- 30 mars : Norman Bethune, médecin.